# Клещенко Сергій Вікторович
Сергій Клещенко (рум. Serghei Cleșcenco, нар. 20 травня 1972, Криуляни) — молдовський футболіст, нападник. Виступав, зокрема, за клуби «Зімбру», «Гоу Егед Іглз», «Маккабі» (Хайфа) та «Хапоель» (Тель-Авів). Футболіст року в Молдові (1994, 2000). Найкращий бомбардир в історії збірної Молдови (11 голів).
Нині — тренер. З 3 грудня 2021 року — головний тренер збірної Молдови.

## Клубна кар'єра
У дорослому футболі дебютував 1990 року виступами за команду «Спартак» (Орел), але більшу частину своєї кар'єри провів «Зімбру», почавши виступи в цьому клубі ще в 1990 році і вигравши низку титулів чемпіона Молдови.
У 1995, його і Сергія Нані, примітили на зборах «Зімбру» у Голландії скаути клубу «Гоу Егед Іглз». Обидва футболісти практично відразу погодилися на перехід в клуб вищої ліги Нідерландів. Однак у сезоні 1995/96 клуб грав невдало і за підсумками сезону вилетів в 1-й дивізіон. Провівши в голландському клубі ще один сезон, Клещенко повернувся на батьківщину в «Зімбру».
У 1998 році недовго грав в петербурзькому «Зеніті». Головному тренеру «Зеніту» Анатолію Бишовцю футболіста порекомендував головний тренер «Зімбру» Семен Альтман. Клещенко виступав у російському клубі на правах оренди, за 6 проведених ігор нічим особливим не відзначився і по закінченні сезону повернувся в «Зімбру».
Влітку 1999 року побував на оглядинах в Німеччині, але «Ганза», «Гамбург» і «Айнтрахт» по черзі відмовилися від його послуг. У підсумку, вирішив переїхати до Ізраїлю, де підписав дворічний контракт з «Маккабі» з Хайфи. У новій команді став одним з найбільш успішних іноземних новачків, що коли-небудь грали в Ізраїлі: він забив 22 м'ячі в дебютний сезон, побивши рекорд, встановлений польським нападником Анджеєм Кубіцею. В період виступів за «Маккабі» отримав прізвисько «Калашників». У матчі проти «Хапоеля» з Петах-Тікви забив 4 м'ячі за 30 хвилин, а команда виграла 5:2. Наступного дня газети вийшли з заголовками типу «Залп Калашникова». З тих пір це прізвисько приклеїлося за гравцем. Другий сезон в Хайфі був менш успішний, Клещенко став випадати з основи, а за сезон забив лише 7 м'ячів. А проте за підсумками сезону став чемпіоном Ізраїлю.
Перед початком сезону 2001/02 перейшов у тель-авівський «Хапоель». Виграв з клубом Кубок Тото, а також виступав у єврокубках — разом з клубом пробився в 1/4 фіналу Кубка УЄФА. У тому розіграші Кубка УЄФА Клещенко забив голи у ворота «Мілана» і «Челсі».
У серпні 2003 був заявлений за новоросійський «Чорноморець». У клубі провів 6 ігор і по закінченні сезону покинув його, повернувшись до Ізраїлю, де виступав за «Бней-Єгуду».
Сезон 2004/05 знову розпочав у «Зімбру», але 2005 року перейшов у російську «Сибір», куди його запросив головний тренер клубу Анатолій Давидов.
Завершив професійну ігрову кар'єру в клубі «Металург-Кузбас», за команду якого виступав протягом сезону 2007 і в листопаді 2007 завершив ігрову кар'єру.

## Виступи за збірну
1991 року дебютував в офіційних матчах у складі збірної Молдови. Протягом кар'єри у збірній, яка тривала 17 років, провів в її  69 матчів, забивши 11 голів. З останнім показником є найкращим бомбардиром в історії збірної.

## Тренерська кар'єра
В 2008 році отримав тренерську ліцензію «B» і з 1 липня того ж року очолив юнацьку збірну Молдови U-17. Команда посилено готувалася до відбіркового турніру чемпіонату Європи в Хорватії, проте турнір був провалений Але вже в 2010 з командою U-19 пробився до елітного раунду чемпіонату Європи.
У грудні 2011 року підписав контракт на два з половиною роки з клубом «Мілсамі», з яким виграв Кубок і Суперкубок Молдови.
З 1 листопада 2014 року працював спортивним директором португальської «Лейрії». 30 грудня 2016 року був призначений в. о. головного тренера клубу, а після приходу Руя Аморіма працював асистентом головного тренера.
З червня по грудень 2017 року був помічником Леоніда Кучука в «Ростові».
З 3 грудня 2021 року — головний тренер збірної Молдови.

## Титули і досягнення

### Як гравця
- Чемпіон Молдови (6):

«Зімбру»: 1992, 1992-93, 1993-94, 1994-95, 1997-98, 1998-99
- Володар Кубка Молдови (2):

«Зімбру»: 1996-97, 1997-98
- Чемпіон Ізраїлю (1):

«Маккабі» (Хайфа): 2000-01
- Володар Кубка Тото (1):

«Хапоель» (Тель-Авів): 2001-02

### Як тренера
- Володар Кубка Молдови (1):

«Мілсамі»: 2011-12
- Володар Суперкубка Молдови (1):

«Мілсамі»: 2012